# Protocultura
Nell'antropologia fisica, protocultura è il passaggio del comportamento da una generazione all'altra tra i primati non umani. Queste culture sono assai rudimentali, e non mostrano una cultura tecnologica complessa.
Ad esempio, l'uso di utensili viene appreso tra le generazioni nel caso dei gruppi di scimpanzé. Un gruppo di scimpanzé può esibire un comportamento appreso da un altro gruppo, come ad esempio l'utilizzo di svariati strumenti. Si sono osservati alcuni gruppi di scimpanzé consumare aspilia, probabilmente per scopi medicinali, perché si è osservato che eliminano i parassiti intestinali, ed è altrimenti di gusto sgradevole. 